# Ahmed Messadia
Ahmed Messadia là một cầu thủ bóng đá người Algérie. Anh thi đấu cho CABBA.